# The Mavericks
Pour les articles homonymes, voir Mavericks (homonymie).
The Mavericks est un groupe américain de musique country fondé en 1989 à Miami, en Floride.
Le groupe est composé de quatre membres : Paul Deakin, Eddie Perez, Jerry Dale Mc Faden et le chanteur leader Raul Malo (en), qui a également enregistré plusieurs albums solo entre 2001 et 2010.
Pour ce dernier, avec une part de romantisme qui n'est pas étrangère au discours hippies, les 'The Mavericks' sont un lieu où les gens de toute culture et de toute race peuvent se retrouver ensemble.

## Discographie

### Albums
| Année | Titre                     | RIAA              |
| ----- | ------------------------- | ----------------- |
| 1991  | The Mavericks             |                   |
| 1992  | From Hell to Paradise     |                   |
| 1994  | What a Crying Shame       | Disque de platine |
| 1995  | Music for All Occasions   | Disque d'or       |
| 1998  | Trampoline                |                   |
| 1999  | The Best of The Mavericks |                   |
| 2003  | The Mavericks             |                   |
| 2006  | The Definitive Collection |                   |
| 2013  | In Time                   |                   |
| 2015  | Mono                      |                   |
| 2017  | Brand New Day             |                   |
| 2019  | Play The Hits             |                   |
| 2020  | En Español                |                   |
| 2024  | Moon & Stars              |                   |

### Singles
| Année | Titre                                                 | Album                     |
| ----- | ----------------------------------------------------- | ------------------------- |
| 1992  | "This Broken Heart"                                   | From Hell to Paradise     |
| 1992  | "Hey Good Lookin'"                                    | From Hell to Paradise     |
| 1994  | "What a Crying Shame"                                 | What a Crying Shame       |
| 1994  | "O What a Thrill"                                     | What a Crying Shame       |
| 1994  | "There Goes My Heart"                                 | What a Crying Shame       |
| 1995  | "I Should Have Been True"                             | What a Crying Shame       |
| 1995  | "All That Heaven Will Allow"                          | What a Crying Shame       |
| 1995  | "Here Comes the Rain"                                 | Music for All Occasions   |
| 1996  | "All You Ever Do Is Bring Me Down" (w/ Flaco Jimenez) | Music for All Occasions   |
| 1996  | "Missing You"                                         | Music for All Occasions   |
| 1996  | "I Don't Care If You Love Me Anymore"                 | Michael (soundtrack)      |
| 1998  | "To Be with You"                                      | Trampoline                |
| 1998  | "Dance the Night Away"                                | Trampoline                |
| 1998  | "I've Got This Feeling"                               | Trampoline                |
| 1999  | "Here Comes My Baby"                                  | The Best of The Mavericks |
| 2004  | "Air That I Breathe"                                  | The Mavericks             |

## Récompenses
- 1995 - Grammy "Best Country Performance By A Duo Or Group"
- 1995 - CMA Awards "Vocal Group Of The Year"
- 1995 - Academy of Country Music Awards "Top Vocal Group"
- 1996 - CMA Awards "Vocal Group Of The Year"
- 1994 - Academy of Country Music Awards "Top Vocal Group"
- 1994 - Academy of Country Music Awards "Top New Vocal Duo or Group"